# Wereldkampioenschappen veldrijden 1967
De wereldkampioenschappen veldrijden 1967 werden gehouden op 19 februari 1967 in Zürich, Zwitserland. Voor het eerst werd er ook een wedstrijd georganiseerd voor amateurs.

## Uitslagen

### Mannen, elite
| Plaats | Renner              | Land                     | Tijd      |
| ------ | ------------------- | ------------------------ | --------- |
|        | Renato Longo        | Italië                   | 1:17.32   |
| Zilver | Rolf Wolfshohl      | Bondsrepubliek Duitsland | + 3.49    |
| Brons  | Hermann Gretener    | Zwitserland              | + 9.14    |
| 4.     | Emmanuel Plattner   | Zwitserland              | z.t.      |
| 5.     | Erik De Vlaeminck   | België                   | + 11.48   |
| 6.     | Huub Harings        | Nederland                | + 1 ronde |
| 7.     | Giovanni Bettinelli | Italië                   | + 1 ronde |
| 8.     | Luciano Luciani     | Italië                   | + 1 ronde |
| 9.     | Manuel Nava         | Spanje                   | + 1 ronde |
| 10.    | André Foucher       | Frankrijk                | + 1 ronde |

### Mannen, amateurs
| Plaats | Renner                   | Land                     | Tijd    |
| ------ | ------------------------ | ------------------------ | ------- |
|        | Michel Pelchat           | Frankrijk                | 1:10.36 |
| Zilver | Julien Vanden Haesevelde | België                   | + 2.20  |
| Brons  | Peter Frischknecht       | Zwitserland              | + 2.24  |
| 4.     | Jean Gérardin            | Frankrijk                | + 2.52  |
| 5.     | Franco Livian            | Italië                   | + 2.57  |
| 6.     | Pierre Bernet            | Frankrijk                | + 3.18  |
| 7.     | Enrico Sfolcini          | Italië                   | + 3.40  |
| 8.     | Luigi Torresani          | Italië                   | + 3.52  |
| 9.     | Karl Stähle              | Bondsrepubliek Duitsland | + 4.41  |
| 10.    | Ernst Boller             | Zwitserland              | z.t.    |

## Medaillespiegel
| Plaats | Land                     | Goud | Zilver | Brons | Totaal |
| 1      | Frankrijk                | 1    | 0      | 0     | 1      |
| 1      | Italië                   | 1    | 0      | 0     | 1      |
| 3      | België                   | 0    | 1      | 0     | 1      |
| 3      | Bondsrepubliek Duitsland | 0    | 1      | 0     | 1      |
| 5      | Zwitserland              | 0    | 0      | 2     | 2      |
| Totaal | Totaal                   | 2    | 2      | 2     | 6      |

1950 · 
1951 · 
1952 · 
1953 · 
1954 · 
1955 · 
1956 · 
1957 · 
1958 · 
1959 · 
1960 · 
1961 · 
1962 · 
1963 · 
1964 · 
1965 · 
1966 · 
1967 · 
1968 · 
1969 · 
1970 · 
1971 · 
1972 · 
1973 · 
1974 · 
1975 · 
1976 · 
1977 · 
1978 · 
1979 · 
1980 · 
1981 · 
1982 · 
1983 · 
1984 · 
1985 · 
1986 · 
1987 · 
1988 · 
1989 · 
1990 · 
1991 · 
1992 · 
1993 · 
1994 · 
1995 · 
1996 · 
1997 · 
1998 · 
1999 · 
2000 · 
2001 · 
2002 · 
2003 · 
2004 · 
2005 · 
2006 · 
2007 · 
2008 · 
2009 · 
2010 · 
2011 · 
2012 · 
2013 · 
2014 · 
2015 · 
2016 · 
2017 · 
2018 · 
2019 ·
2020 ·
2021 ·
2022 ·
2023 ·
2024 ·
2025

Categorieën

Mannen elite · 
vrouwen elite · 
mannen beloften · 
vrouwen beloften · 
jongens junioren · 
meisjes junioren · 
gemengde estafette

Voormalig:
mannen amateurs